# Curtiss C-46

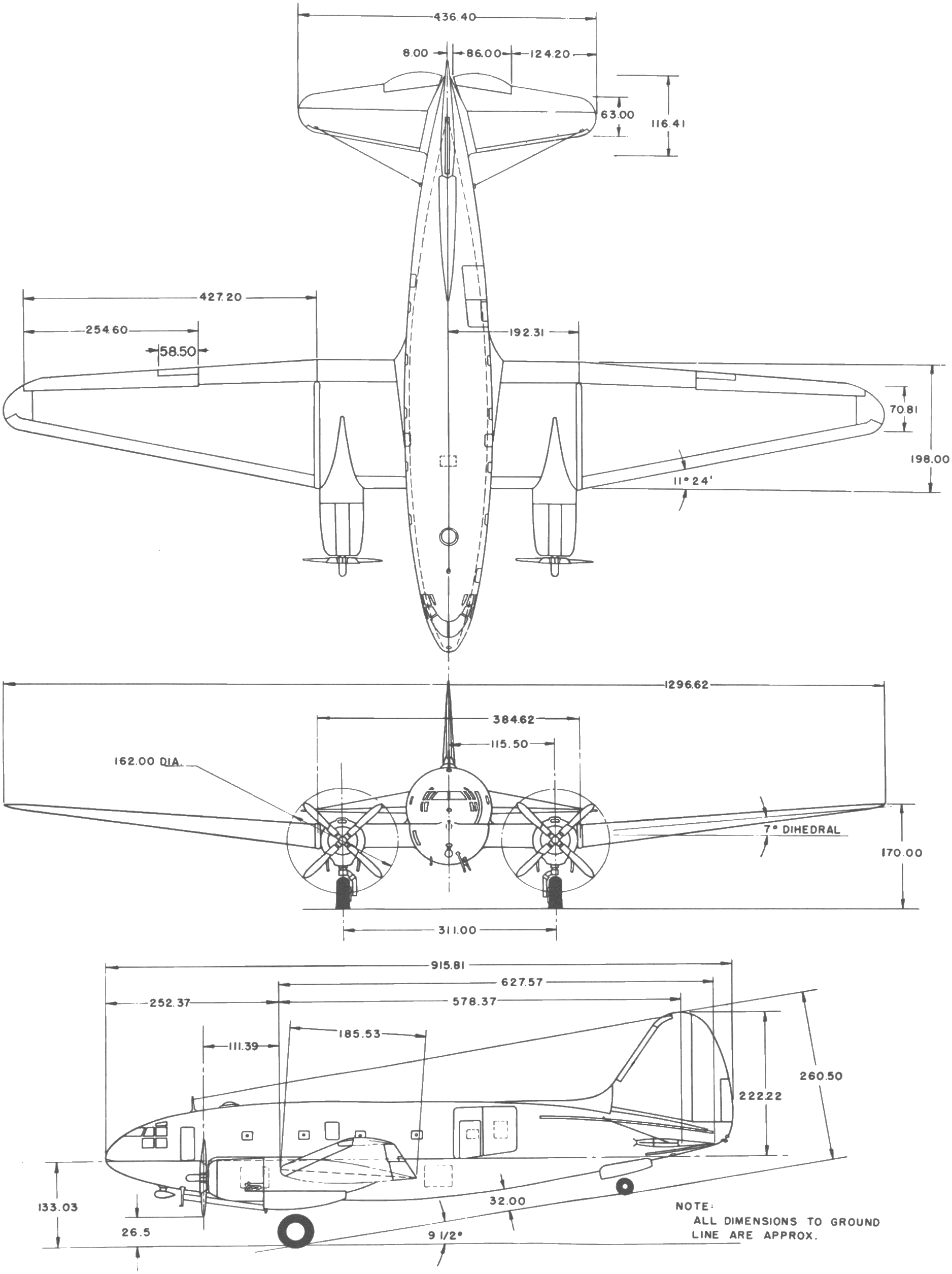
Curtiss C-46 Commando

Le Curtiss C-46 Commando était un appareil de transport bimoteur américain conçu à l'origine comme un appareil commercial de haute altitude. Il fut à la place utilisé comme appareil de transport militaire pendant la Seconde Guerre mondiale, tant par l'United States Army Air Forces que par l'US Navy et l'US Marine Corps sous la désignation de R5C. Surnommé par ses pilotes « The Whale » (la Baleine) ou « Curtiss Calamity » (La calamité de Curtiss), le C-46 servit dans un rôle similaire à celui de son homologue, le Douglas C-47 Skytrain, mais sans être produit à une si grande échelle.
Après la Seconde Guerre mondiale, quelques C-46 en surplus ont été brièvement utilisés dans leur rôle original d'avion de ligne pour passagers, mais les C-47 en surplus dominaient le marché, reléguant rapidement le C-46 surtout à des missions cargo. Le C-46 resta en service dans l'USAF dans un rôle secondaire jusqu'en 1968. Néanmoins, le C-46 continua à voler pour accomplir de rudes missions de transport cargo vers des destinations polaires ou autrement isolées. Quelques exemplaires continuent de voler au XXIe siècle.

## Conception et développement
Le Curtiss CW-20 fut conçu, en 1937, par George A. Page Jr, le concepteur d'avion en chef de Curtiss-Wright. Le CW-20 était une initiative privée pour introduire un nouveau standard dans les avions de ligne à cabine pressurisée. Le CW-20 avait un fuselage breveté désigné sous le terme de « en forme de huit » (ou double bulle) qui lui permettait de mieux supporter les différences de pression à haute altitude. Ceci était fait en courbant les côtés du fuselage au niveau du plancher qui, de ce fait, séparait les deux portions mais supportait également la pression de chacune. Le longeron principal de l'aile pouvait passer par la section inférieure, qui était principalement destinée au fret sans empiéter sur la partie supérieure du compartiment passagers. La décision d'utiliser deux moteurs seulement au lieu de quatre était considérée comme viable si des moteurs suffisamment puissants étaient disponibles, permettant ainsi de diminuer les coûts d'exploitation avec une structure moins complexe.
Trois ans d'intenses travaux et de nombreux essais en soufflerie au California Institute of Technology furent nécessaires pour la mise au point du prototype. Après la construction d'une maquette taille réelle en 1938, Curtiss-Wright présenta son projet innovant à la Foire internationale de New York de 1939.
Curtiss-Wright travailla alors avec plusieurs compagnies aériennes lui donnant leurs spécifications pour un avion de ligne moderne. Vingt-cinq lettres d'intention furent reçues mais aucune commande ferme justifiant la mise en production ne fut enregistrée.
Le 26 mars 1940, le prototype du CW-20 [NX-19436] motorisé avec deux moteurs Wright R-2600-C14-BA2 de 1 600 ch effectua son premier vol avec le pilote d'essai Eddie Allen aux commandes. Le design initial avec deux dérives verticales fut revu après ce premier vol avec la mise en place d'une unique queue verticale afin d'améliorer la stabilité aux basses vitesses.
Le premier prototype fut finalement acheté par l'United States Army Air Force et fut désigné C-55, mais il fut retourné à Curtiss-Wright à la fin de la période d'évaluation avant d'être revendu à la compagnie britannique British Overseas Airways Corporation (BOAC). Pendant la phase de test, le C-46 retint l'attention du général Arnold qui s'intéressa au potentiel de l'appareil en tant qu'avion cargo militaire. C'est ainsi que le 13 septembre 1940, 46 CW-20A furent commandés en tant que C-46CU Commando. Les 21 derniers appareils de cette série furent des CW-20B désignés C-46A-1-CU. Aucun appareil de cette première série n'était pressurisé,.
La version C-46A, avec ses portes cargo élargies, son plancher renforcé et sa cabine convertible permettant le changement rapide d'une configuration passagers vers cargo fut ensuite mise au point. Le C-46A fut présenté officiellement au public en mai 1942 lors d'une cérémonie à laquelle participait son concepteur, George A. Page Jr.
Deux séries de C-46A totalisant 200 appareils furent commandées. À cette époque, les deux Wright R-2600 furent remplacés par deux Pratt & Whitney R-2800 plus puissants. D'autres améliorations mineures furent également apportées, notamment au niveau du système de carburant et la mise en place d'une cabine avec moins de fenêtres. Les contrats qui furent signées par la suite portèrent la production totale à 1 454 exemplaires, dont 40 destinés à l'US Marine Corps sous la désignation R5C-1. Le modèle militaire possédait des portes cargo doubles, un plancher renforcé et un treuil hydraulique. La présence de 40 sièges pliants était le seul aménagement pour des passagers dans ce qui devait être essentiellement un avion cargo. Les essais en vol montraient que le C-46 était capable d'emporter une importante charge et pouvait bien voler avec un seul moteur. À vide, le C-46 pouvait grimper avec une vitesse ascensionnelle de 200 à 300 pieds par minute.
La version C-46D arriva en 1944-45. Elle présentait des portes simples pour faciliter le largage de parachutistes.
Une petite série de 17 C-46E reprit les caractéristiques de l'unique XC-46B dont le remplacement des hélices quadripales Curtiss-Electric standard par des hélices tripales Hamilton-Standard et un nouveau cockpit. Un dernier contrat de 234 C-46F reprit la configuration originale du cockpit mais introduisit des bouts d'ailes carrés. La fin de la guerre entraîna l'annulation de la commande d'une série de C-46G dont un seul exemplaire fut construit.
La production totale atteignit 1 430 appareils.

## Versions

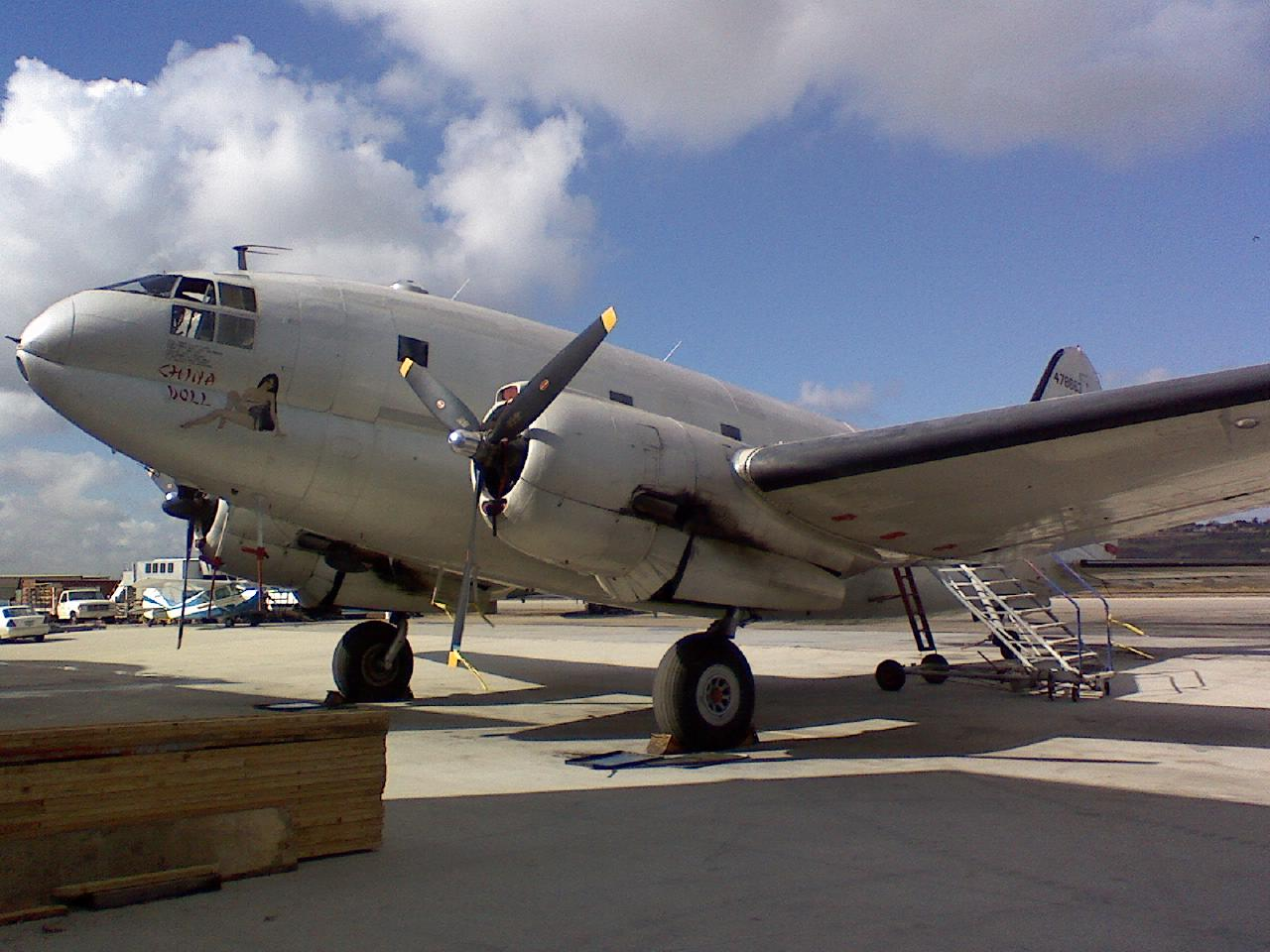
C-46F "China Doll", du musée de l'aéroport de Camarillo

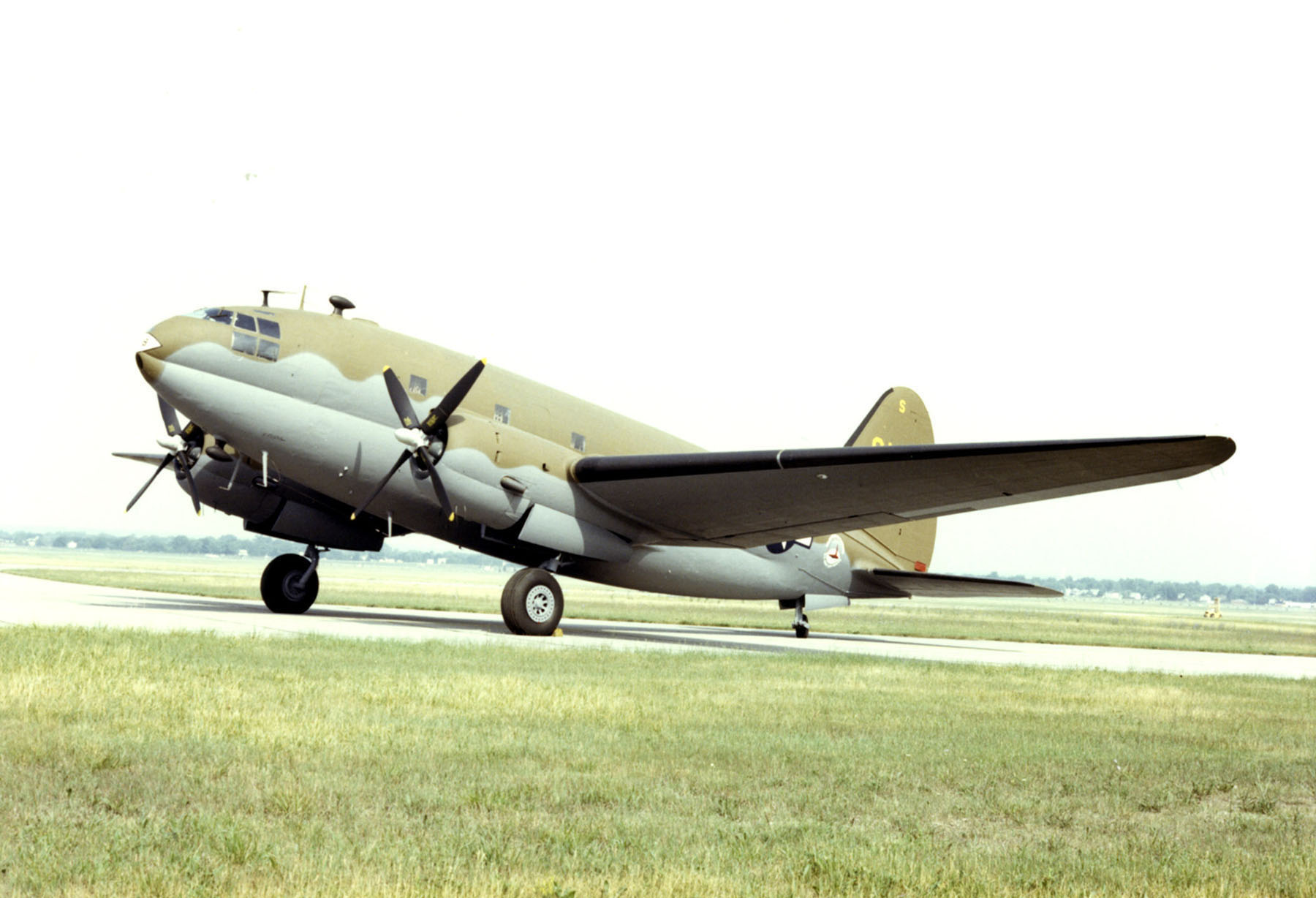
C-46D de l'USAF

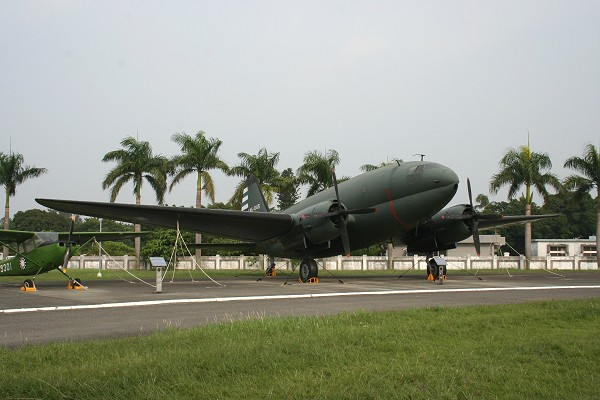
C-46 de la Force Aérienne de Taïwan au Air Force Museum de Gangshan

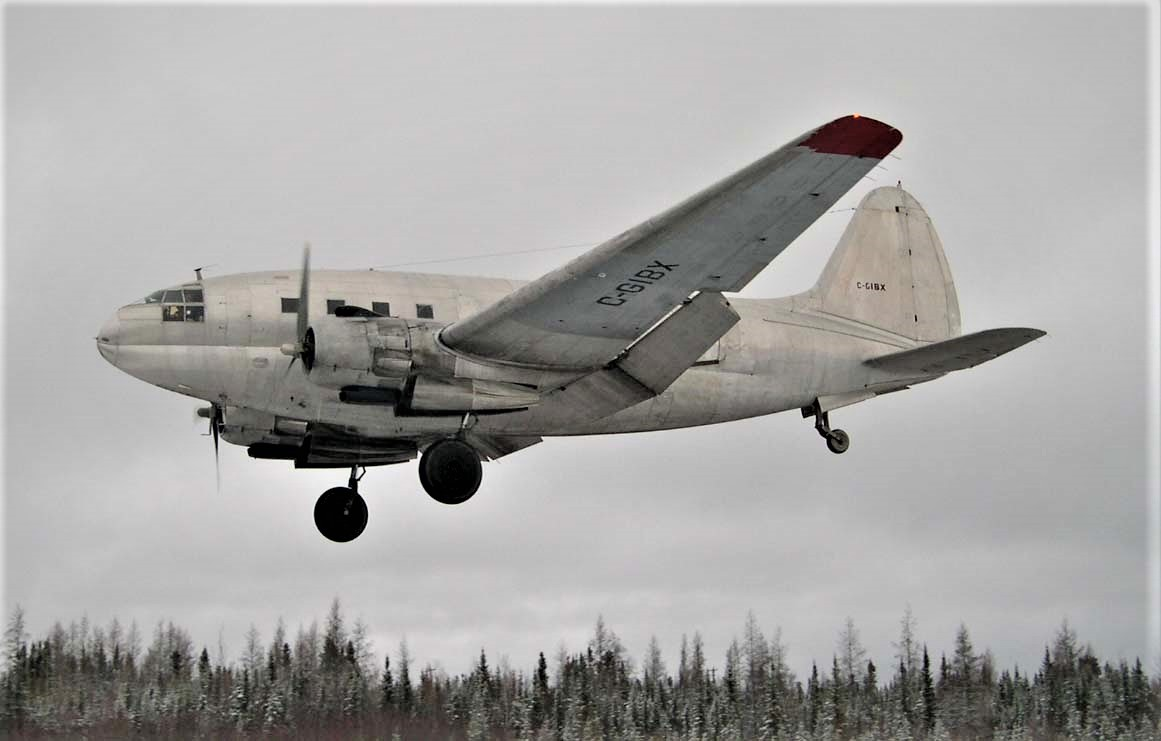
C-46 "C-GIBX" de First Nations Transportation en 2006

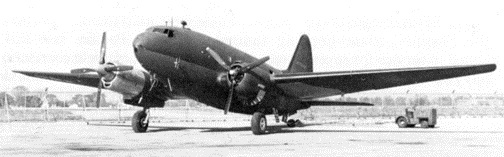
Le prototype XC-113, avec un T31 en position no 2 (moteur droit). L'avion ne vola finalement jamais.

CW-20
Conception originale en tant qu'appareil de ligne.
CW-20T
Prototype original de l'appareil de ligne, avec une queue diédrale et des empennages de queue verticaux. Motorisé avec deux moteurs Wright R-2600 Twin Wasp en étoile de 1 700 ch.
CW-20A
Désignation constructeur du C-55.
CW-20B
Désignation constructeur du C-46A.
CW-20B-1
Désignation constructeur du XC-46B.
CW-20B-2
Désignation constructeur du C-46D.
CW-20B-3
Désignation constructeur du C-46E.
CW-20B-4
Désignation constructeur du C-46F.
CW-20B-5
Désignation constructeur du C-46G.
CW-20E
Désignation constructeur du AC-46K.
CW-20G
Désignation constructeur du XC-46C.
CW-20H
Désignation constructeur du XC-46L.
C-55
Modification du prototype original CW-20T prototype, avec une seule queue droite, plus deux empennages de queue horizontaux et d'autres améliorations. Il fut utilise en tant que prototype pour l'avion de transport militaire C-46 aussi désigné XC-46. Il fut vendu plus tard à la BOAC.
C-46 Commando
Appareil de transport militaire bimoteur motorisé avec deux moteurs Pratt & Whitney R-2800-43 de 2 000 ch.
C-46A Commando
Appareil de transport militaire bimoteur motorisé avec deux moteurs Pratt & Whitney R-2800-43 de 2 000 ch. Il était équipé d'une grande porte cargo sur le côté gauche du fuselage, d'un plancher cargo renforcé, d'un treuil hydraulique et de sièges rabattables pour un maximum de 40 hommes de troupe.
CX-46B Commando
Un C-46A a été converti en appareil de test pour évaluer un pare brise renforcé. Il était motorisé avec deux moteurs H-2800-34W de 2 100 ch.
XC-46C Commando
Redésigné plus tard XC-113.
C-46D Commando
Appareil bimoteur pour le transport de parachutistes, équipé d'une porte latérale supplémentaire sur la gauche. Construit à 1 610 exemplaires.
C-46E Commando
Appareil de transport utilitaire équipé d'une grande porte cargo sur le côté gauche du fuselage. Construit à 17 exemplaires.
C-46F Commando
Appareil de transport cargo équipé d'une grande porte cargo sur les deux côtés du fuselage. Construit à 234 exemplaires.
C-46G Commando
Appareil construit à un seul exemplaire
C-46H
C-46J
AC-46K Commando
Version non construite qu'il était prévu de motoriser avec deux moteurs Wright R-3350-BD de 2 500 ch.
XC-46K
XC-46L
En 1945 trois C-46 ont été motorisés avec des moteurs Wright R-3350.
XC-113
Un C-46G fut converti en banc d'essai volants de moteurs. Il fut équipé avec un turbopropulseur General Electric T31 à la place du moteur R-2800 du côte droit. L'avion se comporta si mal au sol qu'il ne vola jamais.
R5C-1
Bimoteur de transport militaire pour l'US Marine Corps. Les 160 exemplaires construits étaient identiques au C-46A Commando

## Service opérationnel

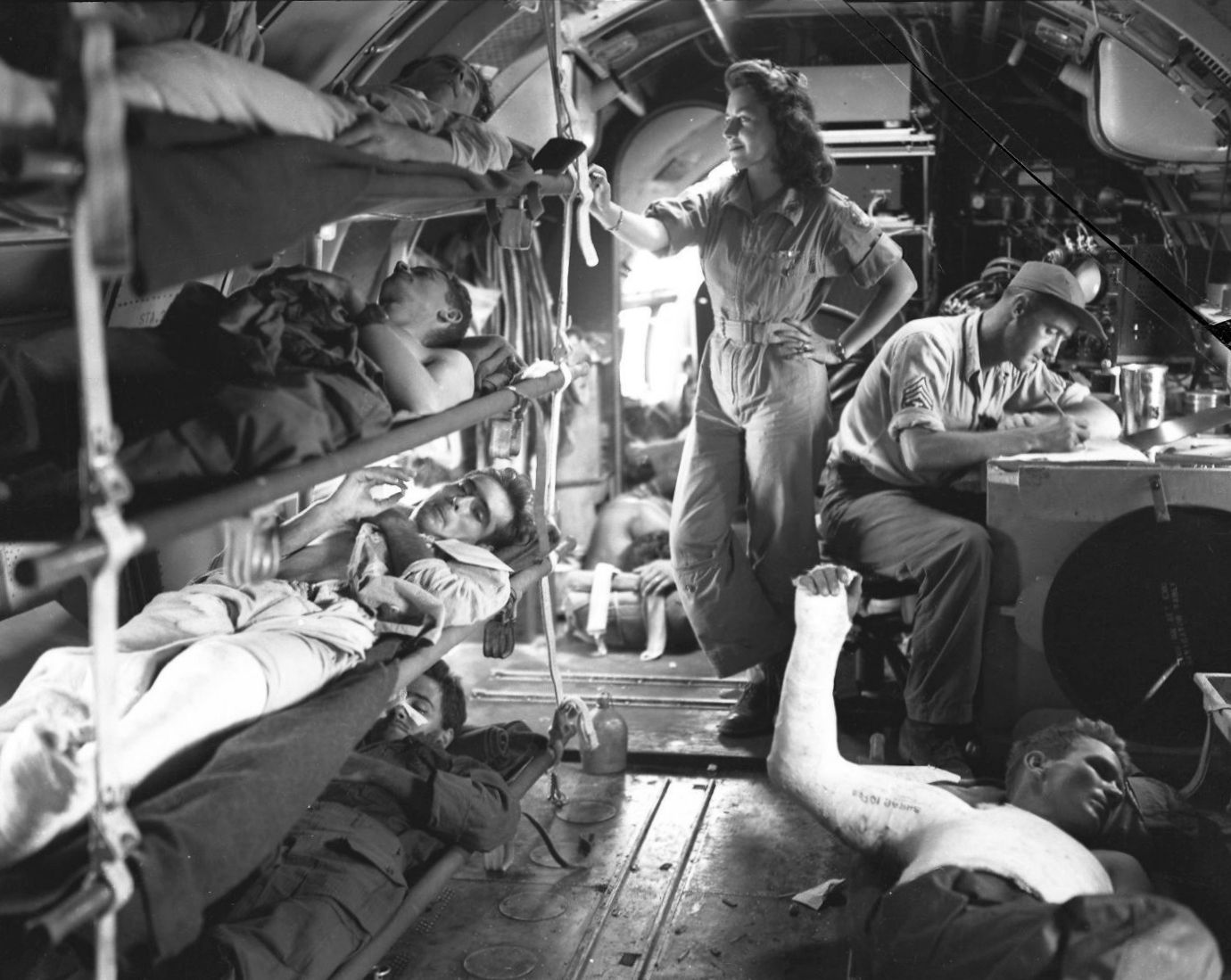
Évacuation de blessés dans un C-46 depuis Manille dans les Philippines.

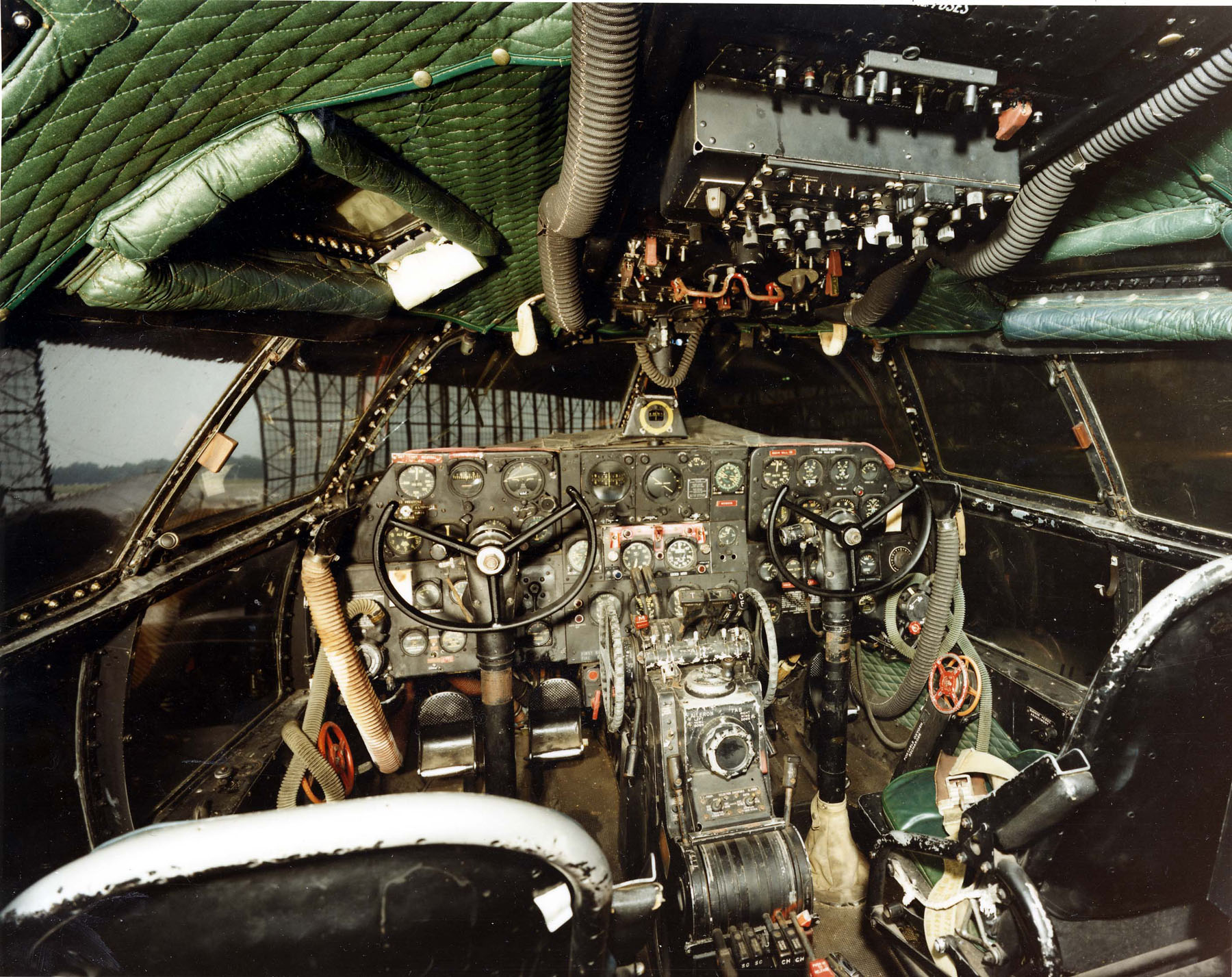
Cockpit de C-46D

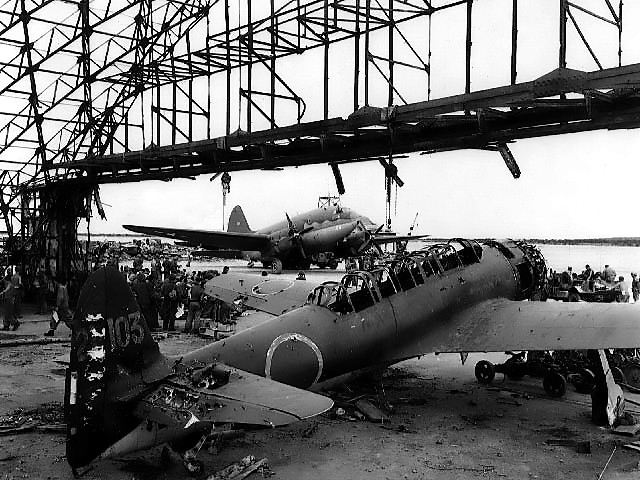
Un R5C-1 du Marine Air Wing est visible derrière cette épave de chasseur bombardier japonais. Tinian, 30 juillet 1944.

### Seconde Guerre mondiale
Surtout célèbre pour ses missions dans les théâtres d'opérations de Chine-Birmanie-Inde pendant la Seconde Guerre mondiale et du Pacifique, le C-46 Commando était le cheval de trait du pont aérien au-dessus des montagnes de l'Himalaya (connu sous le nom de « The Hump »), en transportant à partir de bases en Inde et en Birmanie les ravitaillements dont les troupes en Chine avaient désespérément besoin,.
Une grande variété de moyens de transport ont été utilisés pendant la campagne, mais seul le C-46 était capable de faire face aux conditions difficiles rencontrées par l'USAAF. Les conditions météorologiques imprévisibles, des charges cargo très lourdes, des terrains montagneux à haute altitude et des aérodromes mal équipés et souvent inondés constituaient de sérieux challenges pour les appareils alors en service, aggravés par une maintenance cauchemardesque due au manque de pièces détachées et de personnels au sol et air qualifiés. Une fois la série de petits incidents mécaniques résolus, le C-46 se révéla très utile pour les opérations de transport aérien. Il pouvait transporter des charges plus haut que tous les autres appareils de transport alliés sur le théâtre d'opération, y compris de l'artillerie légère, du carburant, des munitions, des pièces de rechange d'avions et même parfois du bétail. Ses moteurs puissants lui permettaient de grimper de façon tout à fait correcte avec de lourdes charges, pouvant continuer de voler sur un seul moteur s'il n'était pas en surcharge, bien que les limites de poids « urgence de guerre » allant jusqu'à 18 000 kg annulaient toutes les marges de sécurité. Néanmoins, après que le contrôle électrique du pas des hélices construit par Curtiss eut été enlevé, le C-46 continua à être utilisé dans le CBI et d'autres régions de la Chine du Sud tout au long des années de guerre.
L'énorme capacité cargo du C-46 (deux fois celle du C-47), les grandes portes cargo, ses moteurs puissants et son long rayon d'action étaient également idéaux pour la campagne des îles du Pacifique. Les Marines en particulier trouvèrent l'appareil (connu sous le nom de R5C) utile pour leurs opérations amphibies en amenant du ravitaillement et évacuant des blessés sur les nombreux terrains d'atterrissage construits à la hâte sur les îles.
Bien qu'il n'ait pas été construit en aussi grande quantité que le C-47, son célèbre compatriote du temps de guerre, le C-46 a néanmoins joué un rôle vital dans le cadre des opérations dans le Pacifique. Toutefois, le C-46 ne fut pas déployé en nombre sur le théâtre européen avant mars 1945, juste à temps pour augmenter la capacité de l'USAAF Troop Carrier Command pour le largage des parachutistes dans le cadre de l'offensive pour la traversée du Rhin (opération Varsity).
Un si grand nombre de C-46 furent perdus dans les opérations de parachutage de Varsity que le général d'armée Matthew Ridgway interdit leur emploi dans de futures opérations aéroportées. Même si la guerre se termina peu de temps après et qu'aucune nouvelle opération aéroportée n'ait été lancée, le C-46 a été injustement diabolisé. Le largage de parachutistes se faisait de jour, à basse vitesse et très basse altitude, par un avion cargo non armé, sans réservoirs auto-obturants, au-dessus de concentrations de canons de défense anti-aérienne allemands de 20 mm, 37 mm et même de calibre plus élevé utilisant des munitions explosives, incendiaires et incendiaires anti-blindage. À ce stade de la guerre, les servants allemands de la flak avaient un très haut niveau d'entraînement, certaines batteries ayant une importante expérience du combat contre des chasseurs et chasseurs-bombardiers rapides et bien armés, tout en étant elles-mêmes sous le feu ennemi. Finalement, alors que la plupart, voire la totalité, des C-47 utilisés lors de l'opération Varsity furent équipés de réservoirs auto-obturants, les C-46 ne reçurent pas cette amélioration. Si l'on se rappelle que 19 des 72 C-46 engagés dans l'opération Varsity furent perdus, on oublie souvent que les pertes des autres types d'appareils furent aussi fortes : 13 planeurs abattus, 14 écrasés et près d'une centaine sévèrement endommagés, 15 bombardiers B-24 furent abattus et 104 gravement endommagés, 12 C-47 furent abattus et 140 endommagés,.
Le nombre anormalement important d'explosions en vol des C-46 qui eurent lieu pendant les années de guerre (31 entre mai 1943 et mai 1945) a tout d'abord été expliqué par des causes variées. Le système d'alimentation en carburant fut notamment critiqué : il avait été conçu trop rapidement, puis modifié pour les moteurs Pratt & Whitney plus gourmands. On découvrit finalement que les explosions étaient dues à des flaques formées par de petites fuites de carburant mises à feu par des étincelles générées par des appareils électriques non isolés. De nombreux autres types d'appareils souffrirent de fuites de carburant, mais les ailes du C-46 n'étaient pas aérées. Si une fuite survenait, le carburant ne pouvait pas s'échapper et s'accumulait dans de petites flaques à la racine des ailes. Après la guerre, tous les C-46 reçurent un système d'aération des ailes pour évaporer les accumulations de carburant, et une pompe de carburant à l'épreuve des explosions fut installée avec des commutateurs électriques isolés en remplacement de ceux utilisés auparavant,.

### Après guerre

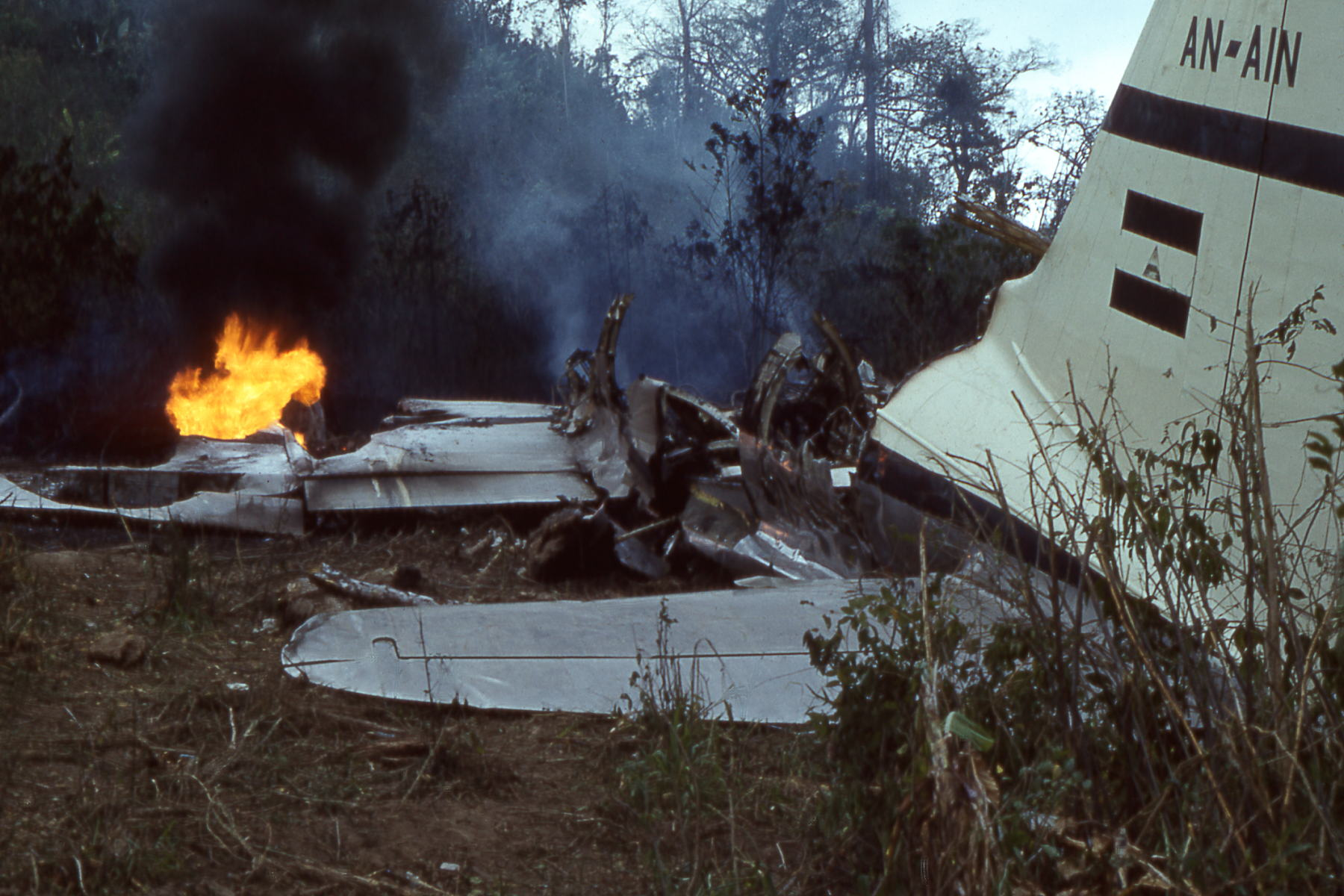
C-46A de LANICA après son crash à Siuna au Nicaragua le 5 avril 1960

Tout bien considéré le C-46 a bien réussi dans son rôle principal d'avion cargo de guerre, et il a bénéficié d'une série d'améliorations. Après guerre, tout comme le C-47/DC-3, le C-46 semblait promis à une belle carrière en tant qu'appareil de ligne pour le transport de passagers. Eastern Air Lines a même étudié son utilisation. Cependant, les coûts d'exploitation élevés du C-46 (jusqu'à 50 % de plus que le C-47), entraîna rapidement la plupart des utilisateurs à changer d'avis. En conséquence, la plupart des opérations après-guerre du C-46 étaient limitées au transport cargo civil et sur certaines routes uniquement. L'un des principaux inconvénients du C-46 était son importante consommation en carburant pour ses puissants moteurs de 2 000 ch. La maintenance était également plus lourde et plus coûteuse. En dépit de ces inconvénients, les C-46 en surplus furent utilisés par quelques compagnies aériennes dont Capitol Air (en), Flying Tigers et World Airways pour le transport de passagers et de fret. De nombreuses autres petites compagnies ont utilisé le C-46 pour des vols réguliers et des charters. Il était courant de voir des C-46 en Amérique du Sud : ces derniers étant largement utilisés en Bolivie, au Pérou, au Brésil, en Argentine et au Chili, surtout dans des zones montagneuses (où un bon taux d'ascension et un plafond élevé étaient requis) ou pour le survol des zones de jungle où les transports terrestres sont impraticables.
6 Curtiss C-46 furent immatriculés au registre civil français, utilisés en Afrique du Nord (Air Maroc) puis par Aigle Azur, en Indochine.
Les C-46 retournèrent à la guerre, en servant en Corée et au Viêt Nam remplissant diverses missions pour l'USAF, que ce soit pour des missions de ravitaillement, de largage de parachutistes ou le transport d'agents clandestins. Le C-46 ne fut officiellement retiré des rangs de l'USAF qu'en 1968. le C-46 servit également dans les rangs de la Central Intelligence Agency (CIA). Le C-46 servit de support dans de nombreuses opérations clandestines à la fin des années 1940 et le début des années 1950, notamment lors des efforts pour ravitailler les troupes de Tchang Kaï-chek dans leur combat contre les troupes communistes de Mao en Chine ou en ravitaillant en armes et médicaments les forces françaises en Indochine via l'aérodrome de Gia Lam ou d'autres bases françaises. La CIA possédait sa propre « compagnie aérienne » pour ces opérations, Civil Air Transport (CAT), qui fut rebaptisée Air America en 1959. Le C-46 fut également utilisé, en 1961, lors de l'invasion avortée de la baie des Cochons.
Bien que leur nombre commença à se réduire progressivement, les C-46 continuèrent à opérer à partir d'endroits isolés, et pouvaient être rencontrés depuis le Canada jusqu'en Alaska, en passant par l'Afrique et l'Amérique du Sud. Vers la fin des années 1970 et le début des années 1980, la compagnie canadienne Lamb Air utilisait plusieurs C-46 à partir de ses bases de Thompson et de Churchill dans le Manitoba. Un C-46 transformé pour transporter des passagers civils enleva le dictateur nicaraguayen Anastasio Somoza Debayle, peu de temps avant l'arrivée des forces sandinistes. L'un des plus importants utilisateurs du C-46 fut Air Manitoba, dont les appareils portaient des livrées individuelles très colorées, avant d'être transférés, dans les années 1990, vers d'autres clientèles. La Force Aérienne Japonaise d'Autodéfense a également utilisé un bon nombre de ces avions dont les derniers ne furent retirés qu'à la toute fin des années 1970.
Entre 1993 et 1995, Relief Air Transport utilisa trois C-46 immatriculés au Canada pour l'opération Lifeline Sudan à partir de Lokichoggio au Kenya. Ces appareils transportèrent aussi de l'aide humanitaire vers Goma au Zaïre et Mogadiscio en Somalie à partir de leur base de Nairobi au Kenya. Deux C-46 sont toujours en service auprès de First Nations Transportation à Gimli dans le Manitoba.
En 2025 plusieurs C-46 volent toujours dans les compagnies Everts Air (en) basée à Fairbanks en Alaska et Buffalo Airways basée à Yellowknife dans les Territoires du Nord-Ouest, qui les utilisent pour des transports de fret à travers les états du nord américain.

## Utilisateurs

### Militaires
Bolivie
 Brésil
 Chine
- Force aérienne chinoise

 Cuba
 République dominicaine
 Égypte
 États-Unis
- United States Army Air Forces
- United States Air Force
- United States Marine Corps
- United States Navy
- United States Coast Guard
- NASA

 Haïti
 Israël
- Armée de l'air israélienne

 Japon
- Force aérienne d'autodéfense japonaise

 Corée du Sud
- Force aériennes de la Corée du Sud

 Mexique
 Pérou
 Taïwan

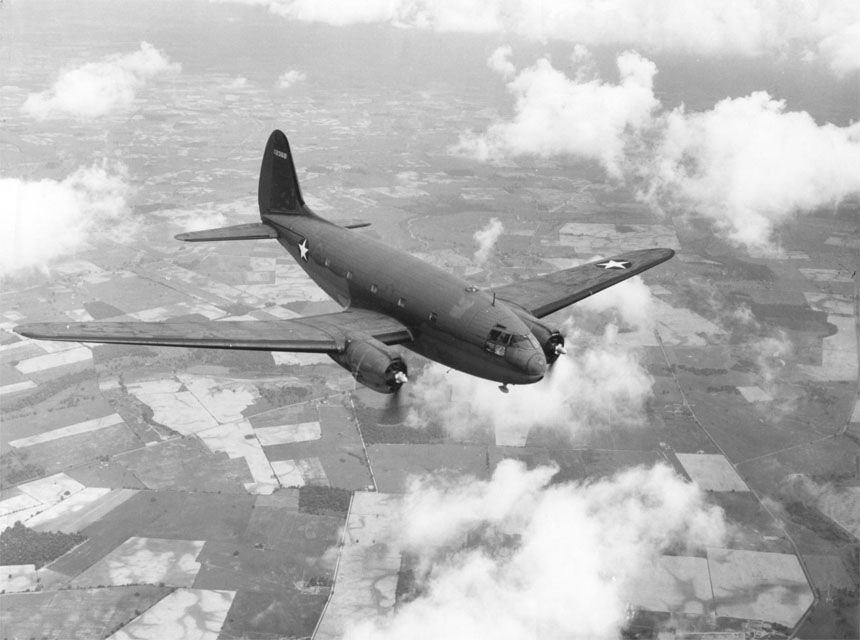
Curtiss C-46 "Commando" en vol

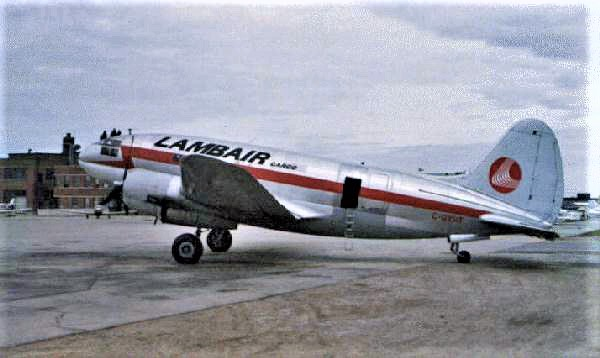
C-46 de Lambair

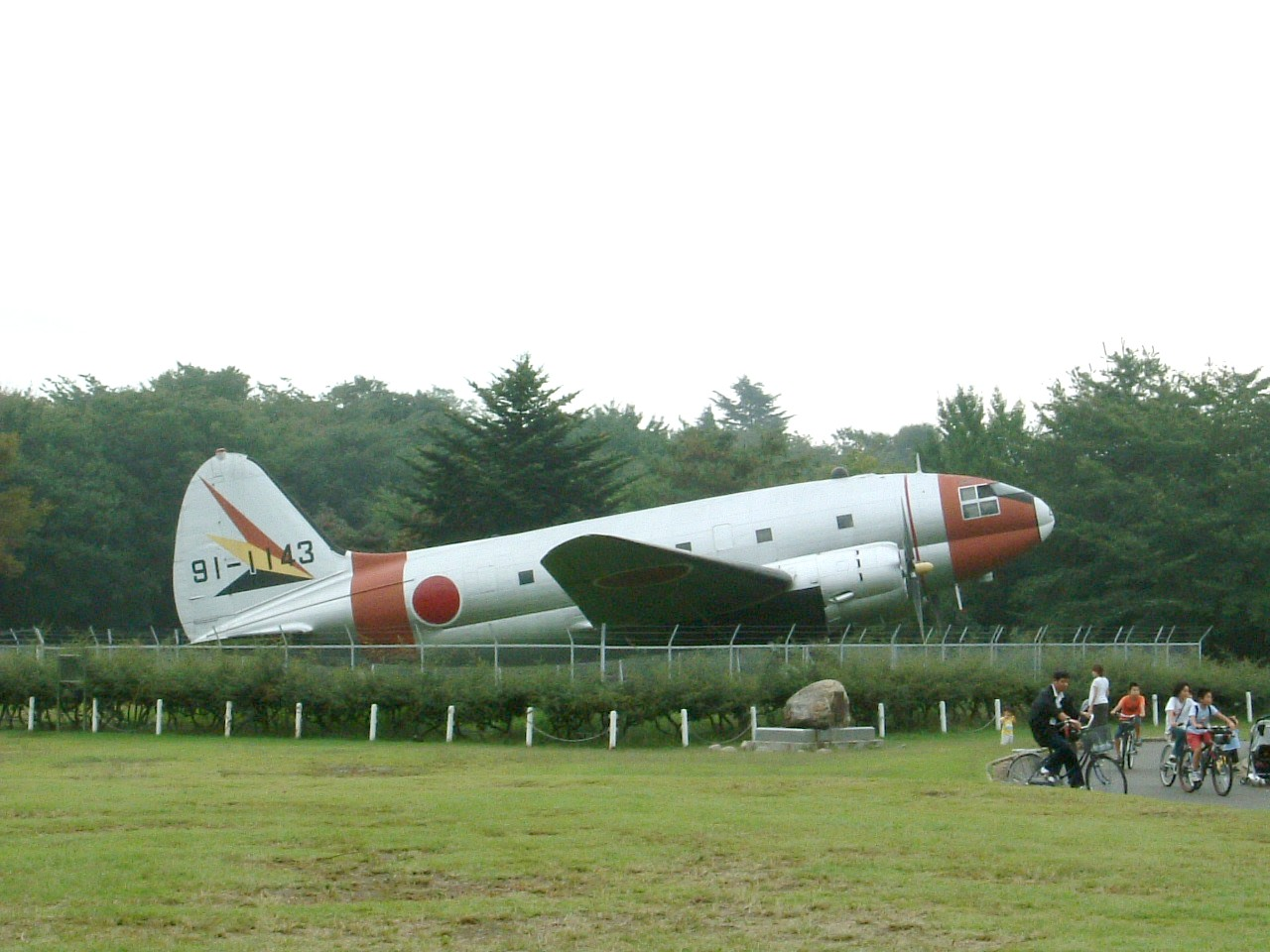
C-46 japonais

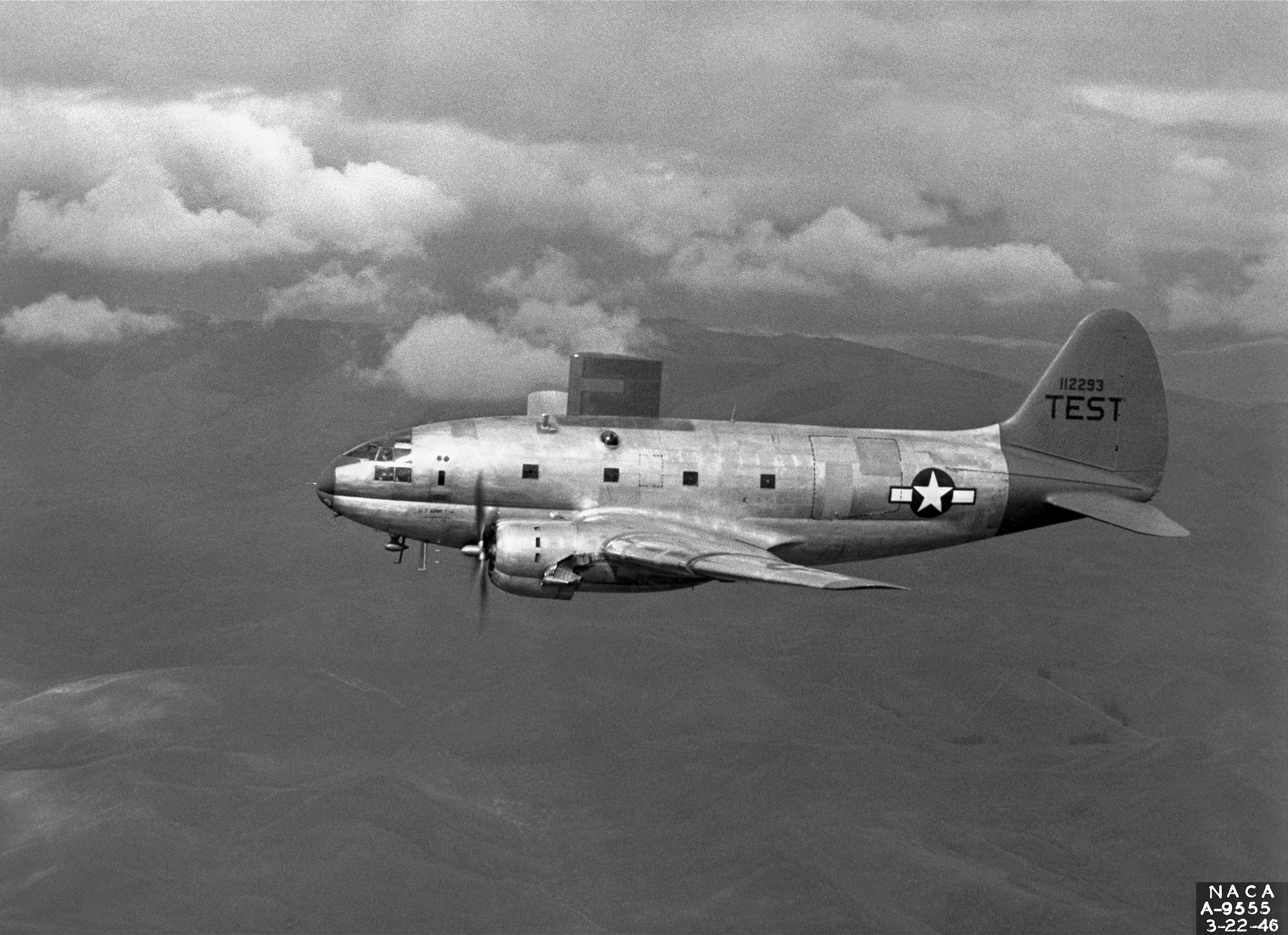
C-46 de la NASA

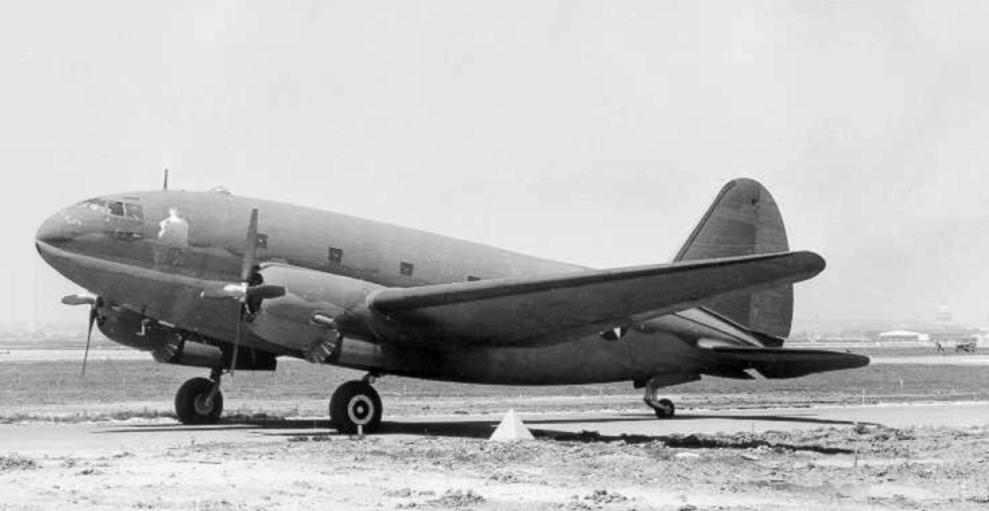
R5C de l'US Coast Guard

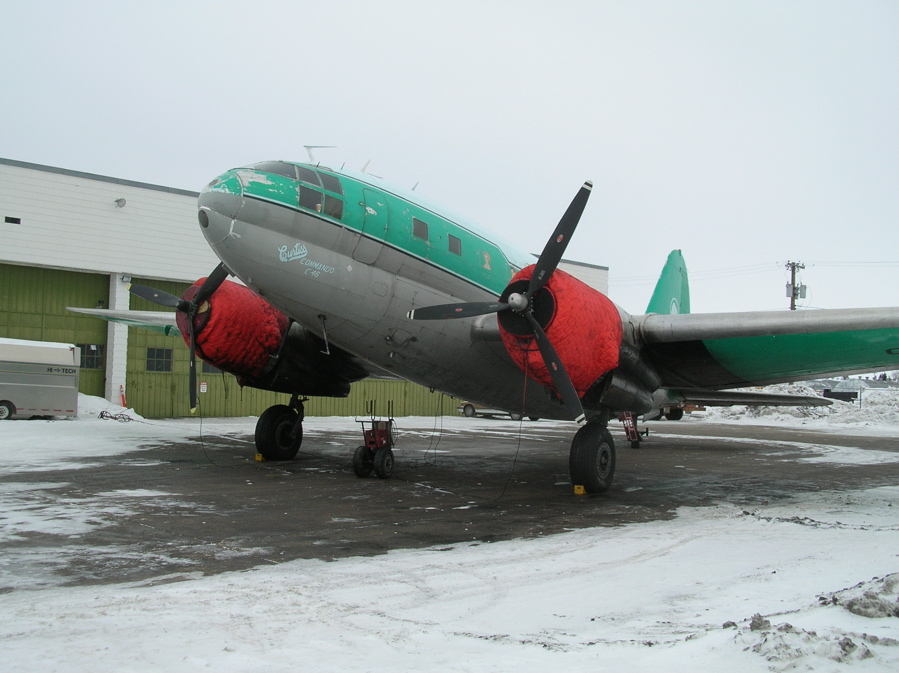
C-46 de Buffalo Airways

- Force aérienne de la République de Chine

 Union soviétique
- Forces aériennes soviétiques - Un seul appareil[18]

### Civils
Allemagne
- Lufthansa

 Brésil
- REAL Transportes Aéreos (de)
- SADIA
- Varig

 Canada
- Air Manitoba
- Buffalo Airways
- Lambair
- First Nations Transportation
- Pacific Western Airlines

 Costa Rica
- LACSA (Líneas Aéreas Costaricenses S.A. / Costa Rica)

 États-Unis
- Capitol Air (Capitol International Airways)
- Civil Air Transport (devint plus tard Air America)
- Delta Air Lines
- National Airlines
- Resort Airlines
- Riddle Airlines
- Slick Airways

 France
- Air Maroc
- Aigle Azur

 Haïti
- Air Haiti

 Irlande
- Irish International Airlines (Seaboard & Western Airlines)

 Italie
- Alitalia - Linee Aeree Italiane - Cargo version

 Kenya
- Relief Air Transport

 Paraguay
- Paraguayan Airways Service/Servicios Aéreos del Paraguay (PAS) - 3 appareils
- Lloyd Aereo Paraguayo S.A. (LAPSA) - 2 appareils
- Aerocarga Asocados (ACA) - 1 appareil
- International Products Corporation (IPC Servicio Aéreo) - 1 appareil

 Royaume-Uni
- British Overseas Airways Corporation (CW-20)

 Taïwan
- Civil Air Transport

 Uruguay
- ARCO Aerolíneas Colonia S.A.
- CAUSA(Compania Aeronáutica Uruguaya S.A.)